# Боблы
Боблы́ (укр. Бобли) — село в Турийской поселковой общине Ковельского района Волынской области Украины.
До 2020 года входило в Турийский район.
Код КОАТУУ — 0725580401. Население по переписи 2001 года составляет 956 человек. Почтовый индекс — 44842. Телефонный код — 3363. Занимает площадь 6,68 км².